# Ronde van Zwitserland 2013
De 77e editie van de Ronde van Zwitserland (Tour de Suisse) werd verreden van 8 tot en met 16 juni 2013. De rittenkoers maakte deel uit van de UCI World Tour 2013. Titelverdediger was Rui Costa.

## Deelnemende ploegen
| 19 UCI World Tour-ploegen | 19 UCI World Tour-ploegen | 19 UCI World Tour-ploegen | 2 wildcards |
| ------------------------- | ------------------------- | ------------------------- | ----------- |
| AG2R-La Mondiale          | FDJ                       | Omega Pharma-Quick Step   | IAM Cycling |
| Argos-Shimano             | Team Garmin-Sharp         | Orica-GreenEdge           | Sojasun     |
| Astana Pro Team           | Lampre-Merida             | RadioShack-Leopard        |             |
| Blanco Pro Cycling        | Lotto-Belisol             | Saxo-Tinkoff              |             |
| BMC Racing Team           | Katjoesja Team            | Sky ProCycling            |             |
| Cannondale Pro Cycling    | Team Movistar             | Vacansoleil-DCM           |             |
| Euskaltel-Euskadi         |                           |                           |             |

## Etappe-overzicht
| Etappe | Datum   | Start - Aankomst        | Afstand  | Type                | Winnaar            | Ploeg                       | Klassementsleider |
| ------ | ------- | ----------------------- | -------- | ------------------- | ------------------ | --------------------------- | ----------------- |
| 1      | 8 juni  | Quinto - Quinto         | 8,1 km   | Individuele tijdrit | Cameron Meyer      | Orica-GreenEdge             | Cameron Meyer     |
| 2      | 9 juni  | Quinto - Crans-Montana  | 170,7 km | Bergrit             | Bauke Mollema      | Blanco Pro Cycling          | Cameron Meyer     |
| 3      | 10 juni | Montreux - Meiringen    | 203,3 km | Heuvelrit           | Peter Sagan        | Cannondale Pro Cycling Team | Mathias Frank     |
| 4      | 11 juni | Innertkirchen - Buochs  | 161 km   | Heuvelrit           | Arnaud Démare      | FDJ                         | Mathias Frank     |
| 5      | 12 juni | Buochs - Leuggern       | 176,4 km | Heuvelrit           | Alexander Kristoff | Team Katjoesja              | Mathias Frank     |
| 6      | 13 juni | Leuggern - Meilen       | 186,1 km | Heuvelrit           | Grégory Rast       | RadioShack-Leopard          | Mathias Frank     |
| 7      | 14 juni | Meilen - La Punt        | 206 km   | Bergrit             | Rui Costa          | Team Movistar               | Mathias Frank     |
| 8      | 15 juni | Zernez - Bad Ragaz      | 180,5 km | Heuvelrit           | Peter Sagan        | Cannondale Pro Cycling Team | Mathias Frank     |
| 9      | 16 juni | Bad Ragaz - Flumserberg | 26,8 km  | Individuele tijdrit | Rui Costa          | Team Movistar               | Rui Costa         |

## Eindklassement
| Plaats    | Naam               | Ploeg              | tijd      |
| --------- | ------------------ | ------------------ | --------- |
| Gele trui | Rui Costa          | Team Movistar      | 31u08'11" |
| 2         | Bauke Mollema      | Blanco Pro Cycling | + 1' 02"  |
| 3         | Roman Kreuziger    | Team Saxo-Tinkoff  | + 1' 10"  |
| 4         | Thibaut Pinot      | FDJ                | + 1' 26"  |
| 5         | Mathias Frank      | BMC Racing Team    | + 1' 43"  |
| 6         | Tanel Kangert      | Astana             | + 1' 51"  |
| 7         | Tejay van Garderen | BMC Racing Team    | + 2' 23"  |
| 8         | Daniel Martin      | Team Garmin-Sharp  | + 2' 42"  |
| 9         | Simon Špilak       | Team Katjoesja     | + 2' 42"  |
| 10        | Cameron Meyer      | Orica-GreenEdge    | + 3' 44"  |
|           |                    |                    |           |
| 20        | Maxime Monfort     | RadioShack-Leopard | + 10' 16" |

Mannen: 1933 · 1934 · 1935 · 1936 · 1937 · 1938 · 1939 · 1940 · 1941 · 1942 · 1943 · 1944 · 1945 · 1946 · 1947 · 1948 · 1949 · 1950 · 1951 · 1952 · 1953 · 1954 · 1955 · 1956 · 1957 · 1958 · 1959 · 1960 · 1961 · 1962 · 1963 · 1964 · 1965 · 1966 · 1967 · 1968 · 1969 · 1970 · 1971 · 1972 · 1973 · 1974 · 1975 · 1976 · 1977 · 1978 · 1979 · 1980 · 1981 · 1982 · 1983 · 1984 · 1985 · 1986 · 1987 · 1988 · 1989 · 1990 · 1991 · 1992 · 1993 · 1994 · 1995 · 1996 · 1997 · 1998 · 1999 · 2000 · 2001 · 2002 · 2003 · 2004 · 2005 · 2006 · 2007 · 2008 · 2009 · 2010 · 2011 · 2012 · 2013 · 2014 · 2015 · 2016 · 2017 · 2018 · 2019 · 2020 · 2021 · 2022 · 2023 · 2024 · 2025
Vrouwen: 1998 · 1999 · 2000 · 2001 · 2002-2020 · 2021 · 2022 · 2023 · 2024 · 2025
 Tour Down Under · 
 Parijs-Nice · 
 Tirreno-Adriatico · 
 Milaan-San Remo · 
 Ronde van Catalonië · 
 E3 Harelbeke · 
 Gent-Wevelgem · 
 Ronde van Vlaanderen · 
 Ronde van het Baskenland · 
 Parijs-Roubaix · 
 Amstel Gold Race · 
 Waalse Pijl · 
 Luik-Bastenaken-Luik · 
 Ronde van Romandië · 
 Ronde van Italië · 
 Critérium du Dauphiné · 
 Ronde van Zwitserland · 
 Ronde van Frankrijk · 
 Clásica San Sebastián · 
 Ronde van Polen · 
  Eneco Tour · 
 Ronde van Spanje · 
 Vattenfall Cyclassics · 
 GP Ouest France-Plouay · 
 Grote Prijs van Quebec · 
 Grote Prijs van Montreal · 
 UCI Ploegentijdrit · 
 Ronde van Lombardije · 
 Ronde van Peking